# Cordulegaster bidentata
Cordulegaster bidentata är en trollsländeart. Cordulegaster bidentata ingår i släktet Cordulegaster och familjen kungstrollsländor. IUCN kategoriserar arten globalt som nära hotad.

## Underarter
Arten delas in i följande underarter:
- C. b. bidentata
- C. b. sicilica

## Bildgalleri

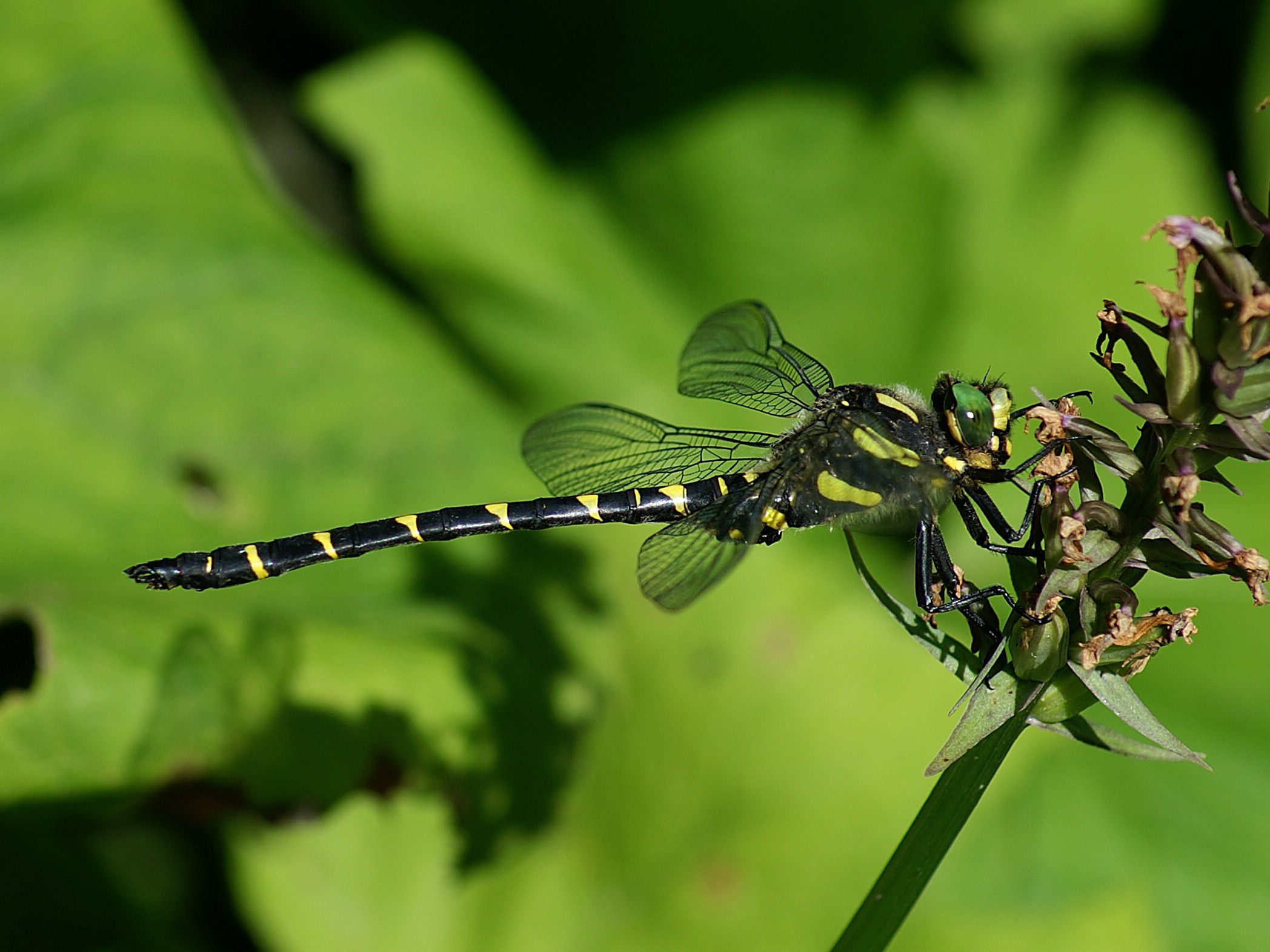
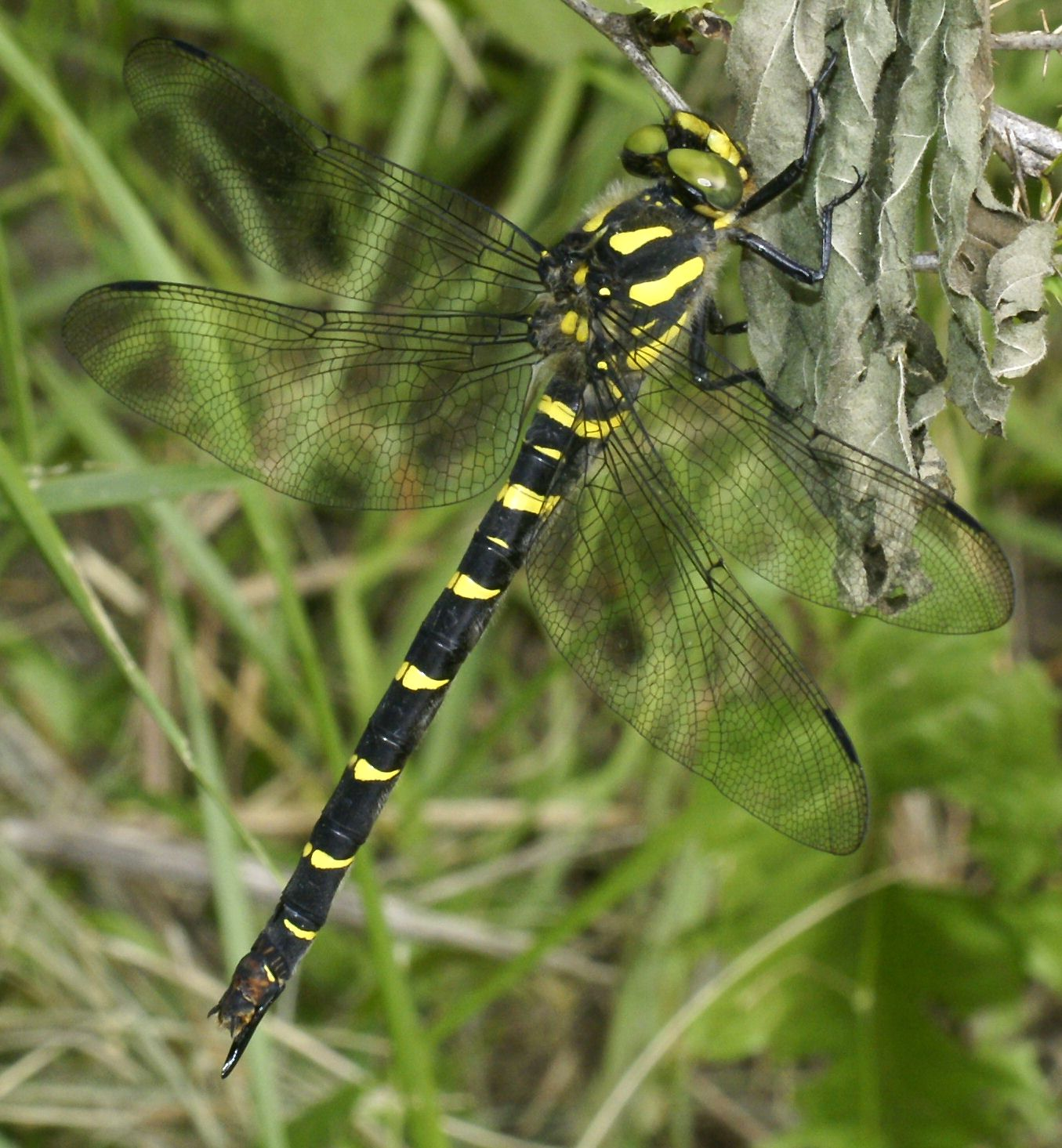
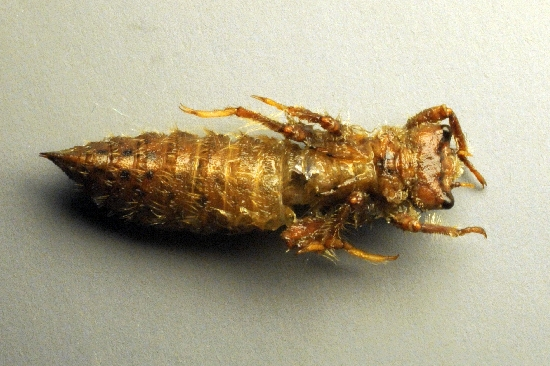
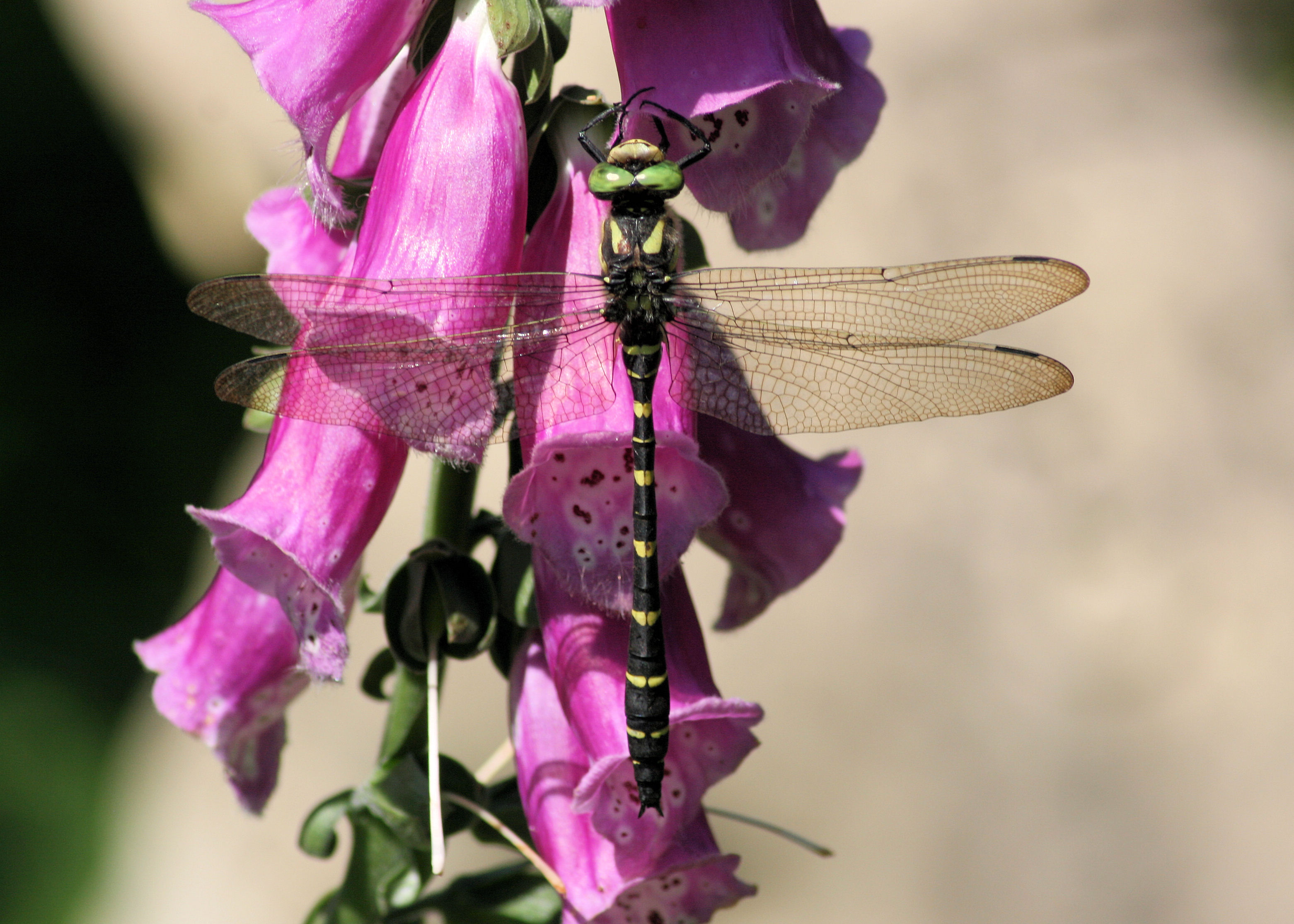
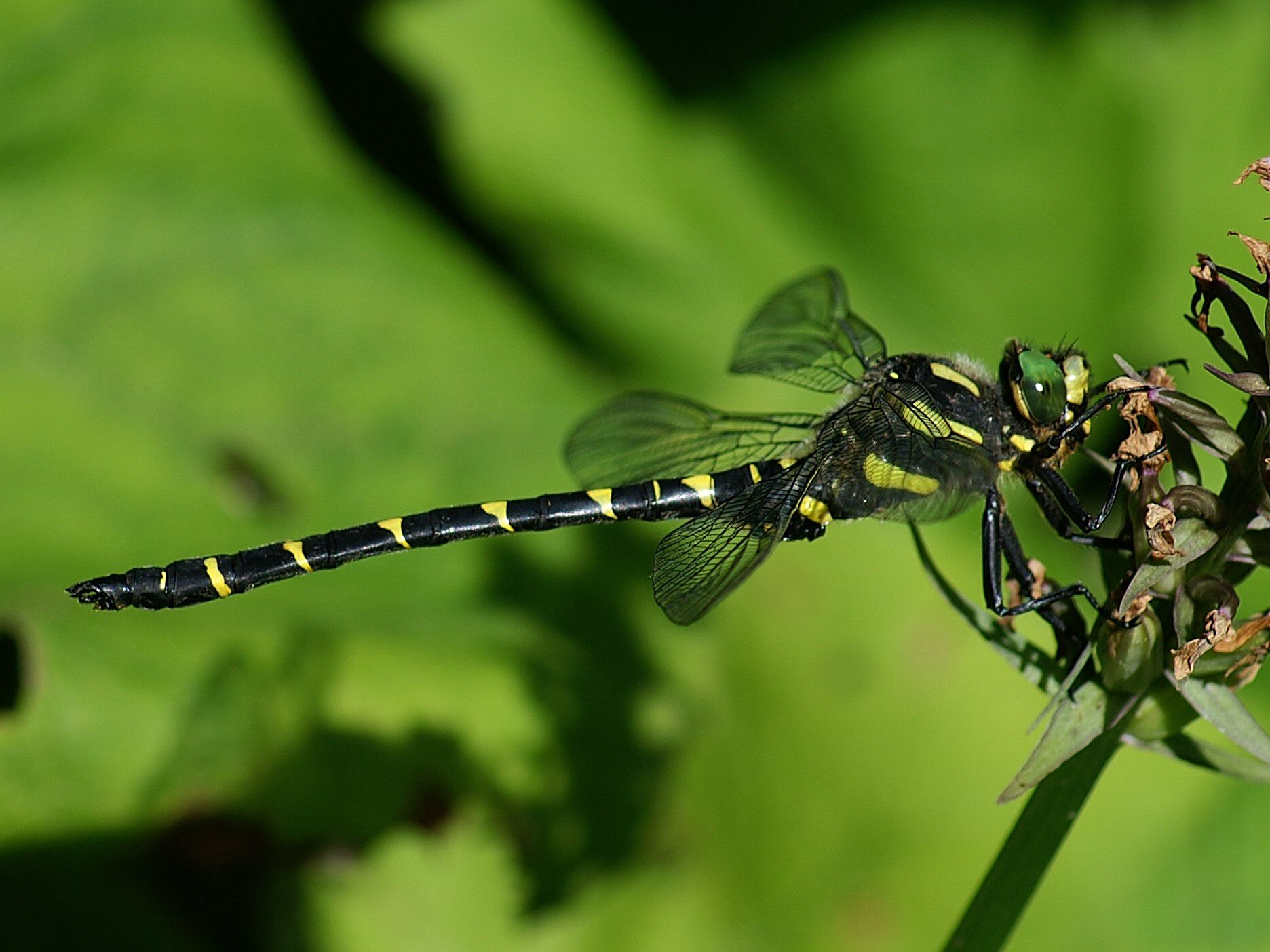
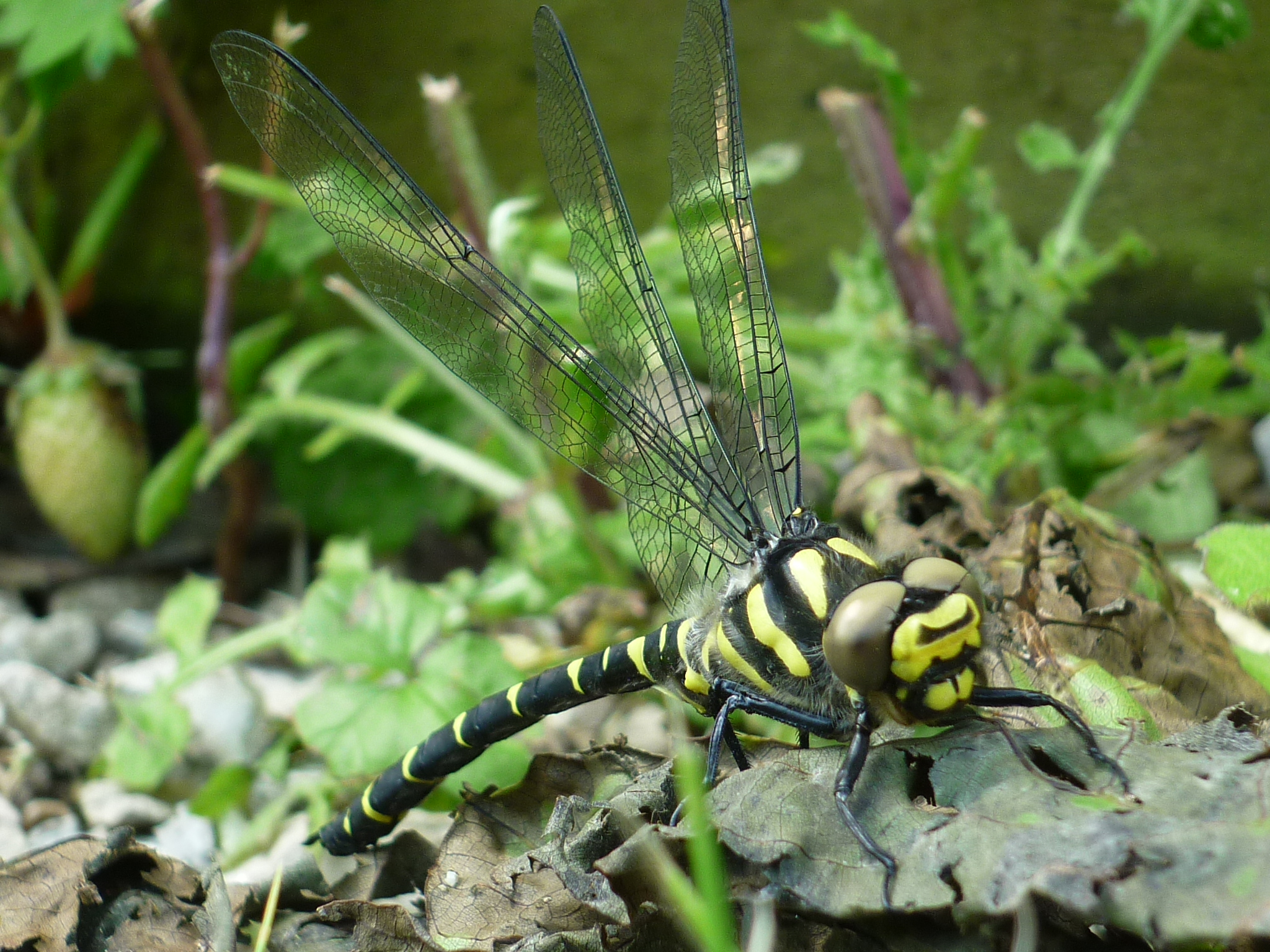